# Drillia angolensis
Drillia angolensis is een slakkensoort uit de familie van de Drilliidae. De wetenschappelijke naam van de soort is voor het eerst geldig gepubliceerd in 1923 door Odhner.